# Ciudad de la Imagen
La Ciudad de la Imagen és un complex d'oficines i oci, amb temàtica audiovisual. Està situat a l'oest de la Comunitat de Madrid, passada la Casa de Campo entre Aluche i Boadilla del Monte, al terme municipal de Pozuelo de Alarcón.

## Empreses
L'Acadèmia de les Ciències i les Arts de Televisió d'Espanya, part de l'arxiu de la Filmoteca Espanyola, Telemadrid (seu), els multicines Kinépolis, l'ECAM (scola de Cinematografia i de l'Audiovisual de la Comunitat de Madrid), Oficina MEDIA España, Egeda, Kiss FM, Real Madrid TV, Mediapro, Overon TV, CreaSGR, TBN, Game Videomedia, Least Cost Routing Telecom LCR i diverses productores audiovisuals tenen les seves oficines o locals en aquesta ubicació. També va ser la seu de laSexta des de 2006, la seva creació, fins al 15 de desembre de 2013, dia en què es va completar el trasllat de la cadena a la seu d'Antena 3, a San Sebastián de los Reyes.

## Transports
El recinte empresarial i d'oci és travessat per la línia ML-3 de Metro Ligero Oeste, amb tres estacions dins: Ciudad de la Imagen, José Isbert i Ciudad del Cine.
Arriben o passen per aquest recinte les línies d'autobús 571, 572, 573 i 574 d'Empresa Boadilla.